# Tchê (fanzine)
Tchê é um fanzine brasileiro de histórias em quadrinhos criado em 1987 por Denilson Rosa dos Reis.

## Histórico
Publicado desde 1987, o fanzine publica histórias de artistas amadores e profissionais como Júlio Shimamoto, Mozart Couto, Laudo Ferreira Jr., Henry Jaepelt, Joacy Jamys, Edgar Franco, Gazy Andraus, Daniel HDR, entre outros. Em 2007, em comemoração aos 20 anos do fanzine, Denilson Rosa dos Reis lança na edição 35 do fanzine sua própria série de espada e feitiçaria pós-apocalíptica Percy, o Mercenário., no ano seguinte, lança um CD-ROM com as vinte primeiras edições do fanzine digitalizadas. Em 2010, após 23 anos do fanzine, é lançado um blog oficial e dois fanzines derivados, Caverna dos Gibis e TelaHQ.[carece de fontes?]
Em 2012, Percy, o Mercenário ganha uma revista própria. Em 2017, em comemoração aos 30 anos do fanzine, Paulo Kobielski e Denilson Rosa dos Reis lançam um projeto de financiamento coletivo no site Catarse para a realização de um documentário em curta-metragem sobre o fanzine.
Em outubro de 2020, a Editora Criativo lançou o álbum "ZineBook Tchê", contendo histórias publicadas no fanzine Tchê, com desenhos de Julio Shimamoto, Mozart Couto, Daniel HDR, Henry Jaepelt, Laudo Ferreira e outros. Em novembro de 2022, é lançado o segundo volume trazendo histórias escritas por Reis com desenhos de Adão de Lima Jr, Daniel HDR, Henry Jaepelt, Jair Júnior, Laudo Ferreira, Law Tissot, Maurício Lima, Pablito Aguiar, Ronilson Leal e Sérgio Fernandes e capa de Julio Shimamoto.

## Prêmios
- 2022 — Vencedor de Melhor Fanzine, do  38.º Prêmio Angelo Agostini[10]
- 2018 — Vencedor de Melhor Fanzine, do 34º Prêmio Angelo Agostini[11]
- 1988 — Vencedor de Melhor Fanzine, do Troféu Risco[carece de fontes?]